# Schaller & Partner
Schaller & Partner ist eine inhabergeführte Werbeagentur mit Sitz in Mannheim. Seit 2016 ist sie die größte inhabergeführten Agentur in Baden-Württemberg.

## Geschichte
Gegründet wurde die Agentur als GmbH 1978 durch Dieter Schaller. Neben seinem Abendstudium an der Werbefachschule in Frankfurt arbeitete Schaller Mitte der 1970er Jahre als Werbeleiter beim Vorläufer von dm Drogeriemarkt, der idro Niessner KG, in Heidelberg. Schaller‘s Vorgesetzter war damals Götz Werner. Durch den Einstieg des neuen Investors Lehmann, Inhaber der Handelsgruppe Pfannkuch, wurde das Unternehmen nach Karlsruhe verlegt. Schaller arbeitete weiter von Heidelberg aus als Teilzeitangestellter für das neue Unternehmen und konnte nebenher noch weitere eigene Kunden gewinnen. Aus dem Erfolg einer Idee, bei einer Geschäftsneueröffnung lebende Goldfische an die Kunden zu verschenken, entstand Schaller & Partner. Der Jugendstil-Wasserturm in Ludwigshafen war in den 80er Jahren das erste repräsentative Büro, bevor man 1994 aus Platzgründen in die Hempel-Villa am Luzenberg in Mannheim zog. Dieter Schaller erwarb 2017 das Areal der Odenwaldschule. Nach der Umwandlung zum Wohnpark Ober-Hambach wird die Odenwaldschule im Rahmen einer Stiftung weitergeführt.

## Kunden
Bosch, BASF, Roller, Thyssen Elevator, Mechelin, John Deere, Varta